# Podkamienna
Podkamienna – część wsi Kocina w Polsce położona w województwie świętokrzyskim, w powiecie kazimierskim, w gminie Opatowiec.
W latach 1975–1998 Podkamienna administracyjnie należała do województwa kieleckiego.